# 토드 매카시
토드 매카시(영어: Todd McCarthy)는 미국의 영화 평론가이다. 2010년 이전까지 30년 넘게 버라이어티지에서 영화 평론을 하였으며 이후로는 할리우드 리포터에 글을 쓰고 있다. 다큐멘터리 영화 몇 작품을 연출하기도 하였다.